# Кастельманьо (сыр)
Кастельманьо (итал. Castelmagno) — итальянский сорт полутвёрдого прессованного сыра с вкраплениями плесени голубого цвета, производимый в Пьемонте. Получил сертификацию DOP. Производится с добавлением козьего или овечьего молока, которого должно быть не более 20 % от общего количества. Его относят не только к полутвердым, но и к голубым сырам.

## История
Упоминания о сыре Кастельманьо содержатся в источниках, датируемых 12 веком, в 13 веке на производство сыра был введен ежегодный налог маркизом Салуццо. В 19 веке сыр проявился на рынках многих европейских стран, в том числе в Англии и Франции. Изготовление сыра происходит в коммунах Прадлевес, Кастельманьо и Монтероссо-Грана. Ежегодно его производят в количестве 50 тонн, для его изготовления используют молоко коров, которые пасутся на лугах Пьемонта. Иногда добавляют козье или овечье молоко. Сыр получил свое название из-за коммуны в провинции Кунео, в которой его впервые изготовили.

## Описание
Сыр Кастельманьо подают как самостоятельный продукт, и используют в качестве ингредиента для приготовления других блюд. Он сочетается с рисом, пастой, крепким вином, овощами и акациевым медом. Содержит средний процент жирности, который равен 34 %. Сыр созревает от 2 до 6 месяцев, его хранят в прохладных и влажных хранилищах, температура в которых достигает 10-12 градусов. Для получения плесени зеленоватого цвета увеличивают срок выдержки. Вес сырной головки от 2 до 7 килограммов, диаметр составляет 15-25 сантиметров, высота 12-20 сантиметров. Для молодого сыра характерно образование ровной и гладкой эластичной корочки, которая утолщается в случае более длительного срока выдержки. Зрелый сыр обладает плотной текстурой и острым вкусом, у молодого сыра — крошащаяся текстура и умеренный вкус.

## Изготовление
Для приготовления сыра Кастельманьо используют молоко, полученное во время двух доек. Во время вечерней дойки снимают небольшое количество молока и оставляют его до утра. Затем смешивают с молоком, полученным утром. В молоко добавляют сычужный фермент. Створаживание занимает от получаса до полутора часов, при этом температура должна быть равна 35-38 градусам. Сырную массу прессуют в цилиндрических формах. После соления сухим способом сыр начинает вызревать. В процессе вызревания головки сыра переворачивают и обмывают. Это ускоряет появление аромата.